# Štětínská rychlodrážní tramvaj
Štětínská rychlodrážní tramvaj (polsky Szczeciński Szybki Tramwaj) je tramvajová trať, která je součástí tramvajového systému ve Štětíně, v jihovýchodní části města. Spojuje terminál Basen Górniczy na sídlišti Międzyodrze-Wyspa Pucka s terminálem Turkusowa na sídlišti Zdroje. Její výstavba probíhala od 2013 do 2015, trať byla zprovozněna 29. srpna 2015.

## Popis tratě
Trasa Štětínské rychlodrážní tramvaje je v celé své délce vedena bezkolizně vůči stávajícím i plánovaným ulicím. Trasa začíná na terminálu Basen Górniczy, který existuje již od 70. let 20. století. Odtud vedou koleje mírným obloukem k mostu přes řeku Regalica a dále k zastávce Hangarowa. Mezi zastávkami Hangarowa a Turkusowa v délce 0,8 km vede trať v uzavřeném výkopu, ve kterém se nachází zastávka Jaśminowa ZUS. O něco dále prochází tramvajová trať pod železniční tratí č. 351, za níž se nachází smyčka Turkusowa, která je poslední zastávkou.

## Zastávky
- Basen Górniczy
- Hangarowa
- Jaśminowa ZUS
- Turkusowa

## Galerie

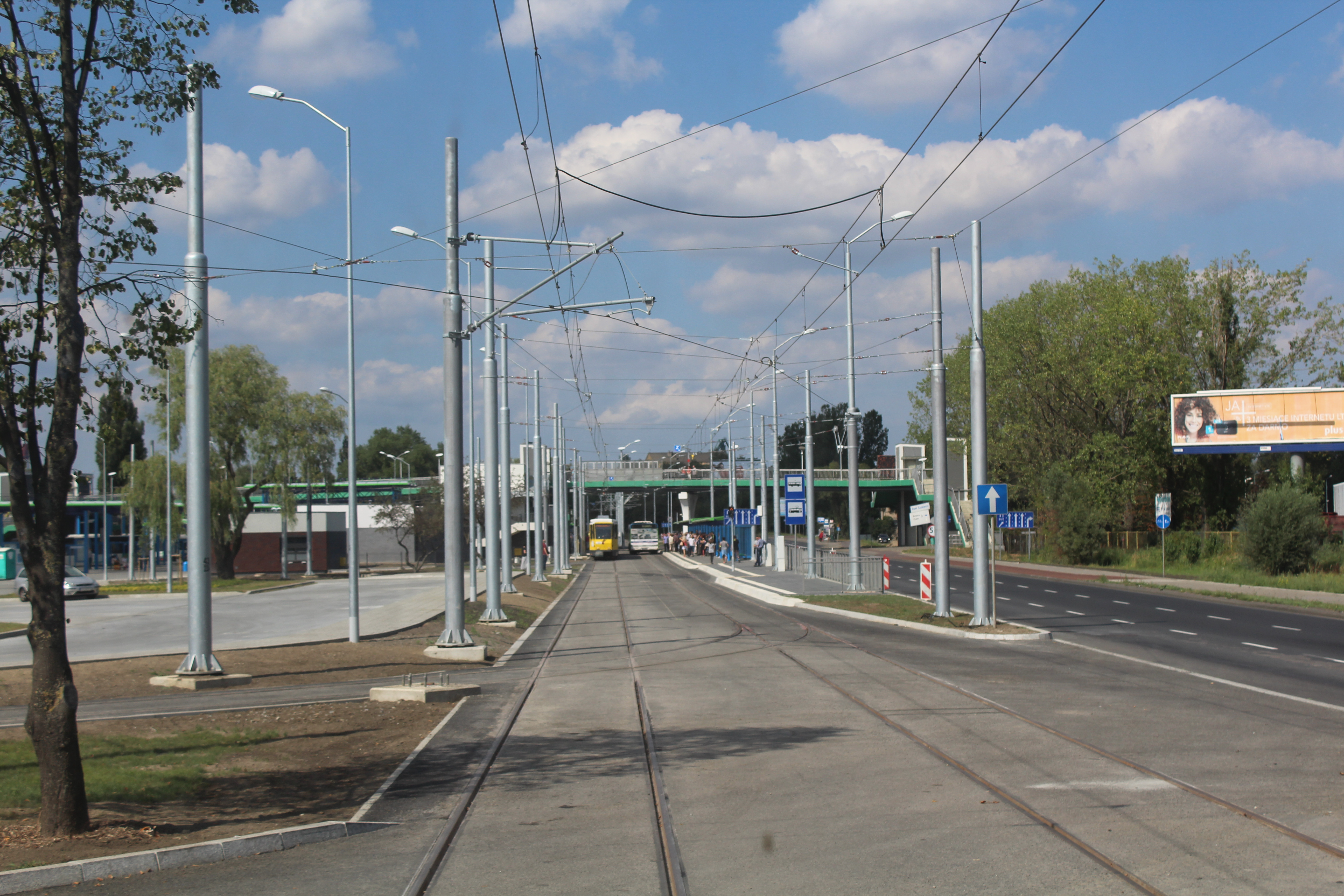
Stanice Basen Górniczy
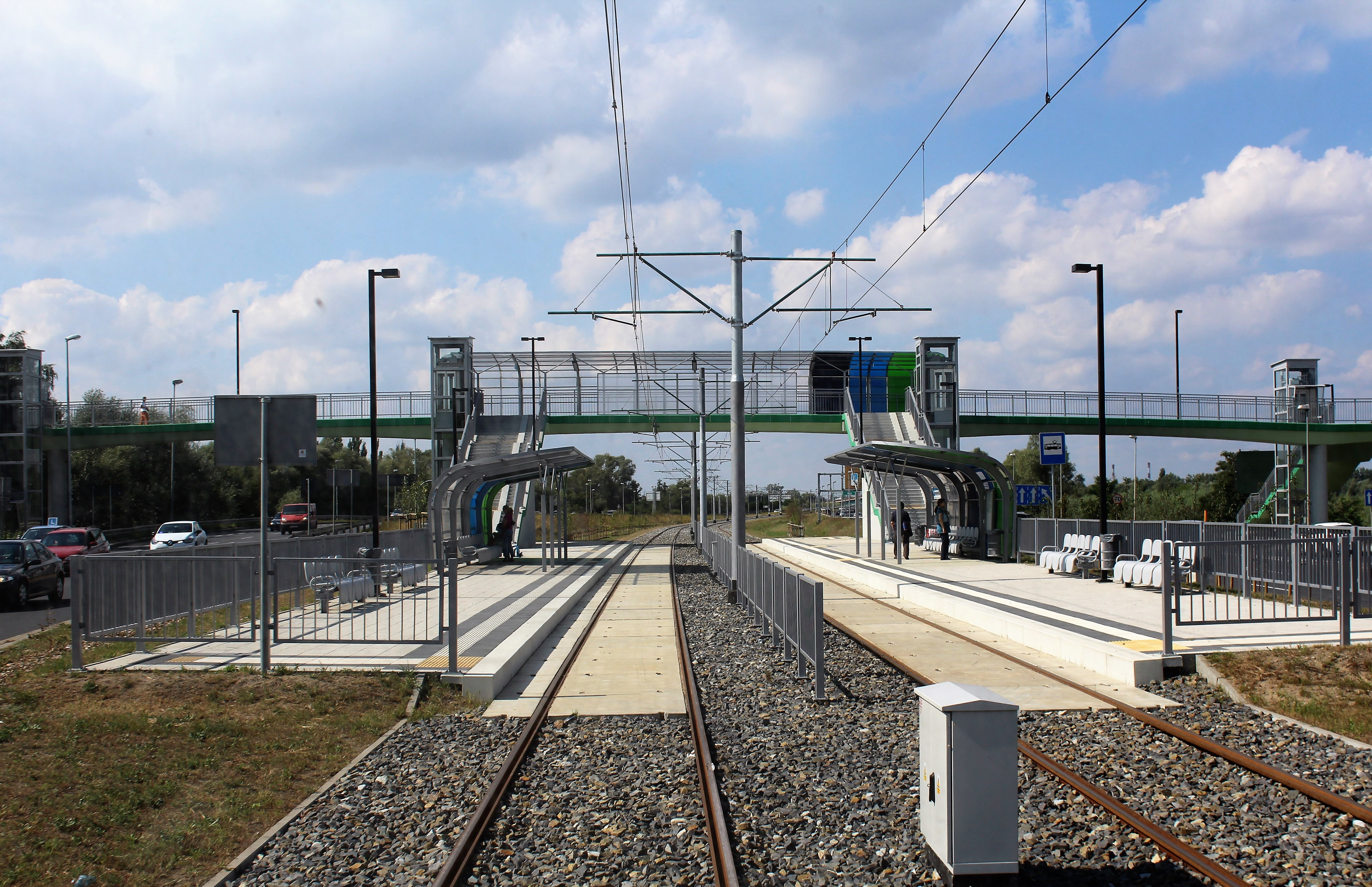
Stanice Hangarowa
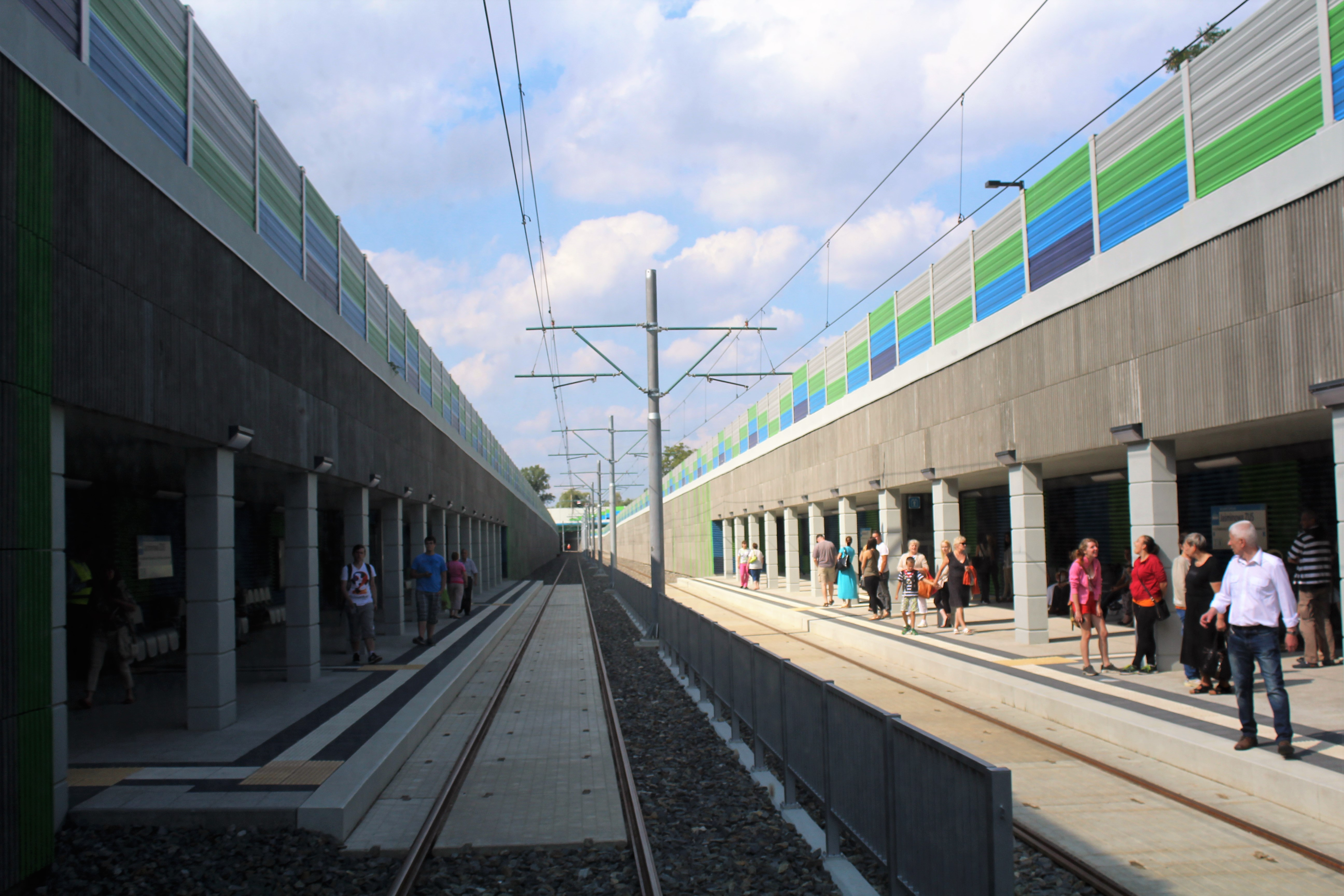
Stanice Jaśminowa ZUS
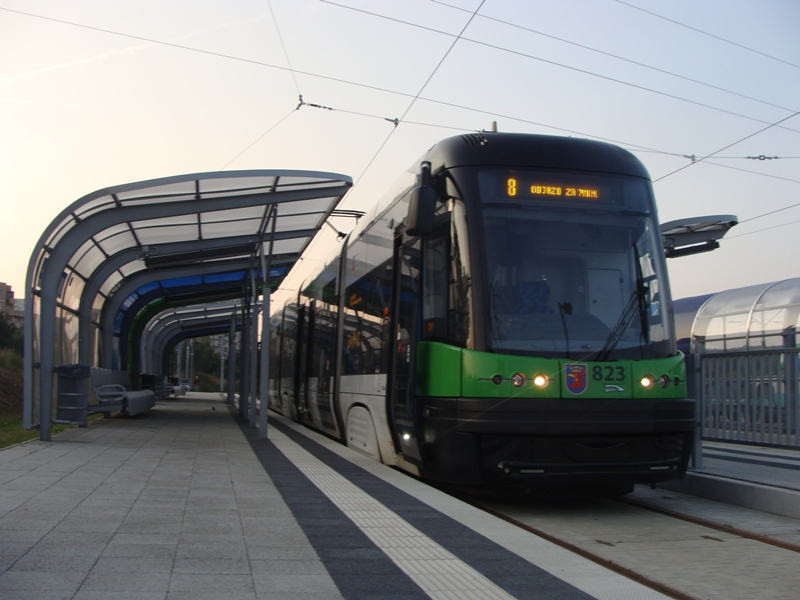
Stanice Turkusowa